# Михеев, Анатолий Николаевич
Анатолий Николаевич Михеев (3 июня 1911, Кемь — 21 сентября 1941, урочище (роща) Шумейково неподалёку от хутора Дрюковщина, Лохвицкий район, Полтавская область) — советский военный инженер, чекист, комиссар государственной безопасности 3-го ранга.

## Биография[1]
Родился 3 июня 1911 года в городе Кемь Архангельской губернии, в семье сторожа ремонтной железнодорожной бригады. В 1914 году переехал с родителями в Архангельск, где окончил в 1927 году уездную школу 2-й степени. Работал чернорабочим на лесозаводе на станции Пермилово.
В 1932 году окончил Ленинградскую военно-инженерную школу (ОКВИШ) им. Коминтерна в звание лейтенанта-инженера.
Командовал сапёрным взводом, затем сапёрной ротой отдельного сапёрного батальона СК (Украинский ВО).
Служил в 4-й пограничной школе ОГПУ-НКВД (Саратов) на должностях: курсовой командир саперно-механизированного дивизиона, командир-руководитель оборонительных и необоронительных построек.
Учился в Военно-инженерной академии им. Куйбышева (1935—1939).
Старший лейтенант (1936).
Капитан (1938).
Майор (4 февраля 1939).

### В органах государственной безопасности
В феврале 1939 года с 4 курса направлен в военную контрразведку. Назначен начальником Особого отдела НКВД СССР Орловского военного округа. Капитан госбезопасности (сентябрь 1939).
С августа 1939 года — начальник Особого отдела НКВД СССР Киевского особого военного округа.
Участник Советско-финской войны (1939—1940). Награждён орденом Красной Звезды (26 апреля 1940).
С 23 августа 1940 года — начальник Особого отдела в Центральном аппарате Главного управления государственной безопасности НКВД СССР, майор госбезопасности (7 сентября 1940).

### Начальник 3-го Управления НКО СССР
С 13 февраля 1941 года — начальник 3-го Управления НКО СССР (бывшая военная контрразведка, переданная из состава НКВД в военное ведомство), дивизионный комиссар (старший майор государственной безопасности) (февраль 1941)).
Осуществлял общее руководство следствием по т. н. «Делу авиаторов» (П. В. Рычагов, Я. В. Смушкевич, П. И. Пумпур, А. Д. Локтионов, Ф. К. Аржанухин, П. С. Володин, И. И. Проскуров и др.) — май-июль 1941 г., делу К. А. Мерецкова (июнь-август 1941 г.), делу командования Западного фронта (Д. Г. Павлов, В. Е. Климовских, А. Т. Григорьев, А. А. Коробков) — июль 1941 г.
Проводил расследование по докладу начальника особого отдела 10-й армии на маршала Г. И. Кулика, вырвавшегося из Белостокской «мясорубки», материалы с выводом «Считаю необходимым Кулика арестовать…» переданы секретарю ЦК ВКП(б) Г. М. Маленкову.

### На Юго-Западном фронте
С 17 июля 1941 года — начальник Особого отдела НКВД Юго-Западного фронта. Комиссар государственной безопасности 3-го ранга (19 июля 1941 года)
Принимал участие в боевых действиях на передовой, в том числе начиная с 15 сентября 1941 года в условиях полного окружения частей Юго-Западного фронта в Киевском котле.
С 19 сентября 1941 года участвовал в боях по выходу из окружения из-под Киева в направлении Лубны−Ромны.
20 сентября 1941 года при попытке прорыва из окружения в бою в урочище (роще) Шумейково неподалёку от хутора Дрюковщина Лохвицкого района Полтавской области был ранен в ногу.

### Гибель
После гибели командующего фронтом генерал-полковника Кирпоноса, начштаба генерала Тупикова, других генералов 5-й армии командовал остатками отряда.
В ночь на 21 сентября 1941 года, когда группа Михеева прорывалась к селу Жданы Сенчанского района (ныне Лубенский район, Полтавская область, Украина), Михеев был ранен в голову осколком мины.
Утро 21 сентября застало группу Михеева в двух километрах юго-западнее села. Несмотря на ранение, Михеев продолжал руководить оставшимися в живых чекистами, которые в окружении противника приняли свой последний бой. Отстреливаясь до последнего патрона, комиссар государственной безопасности 3 ранга Анатолий Николаевич Михеев погиб.

## Память
- Памятный бюст Анатолию Николаевичу Михееву установлен в 2017 году на его родине в городе Кемь[2].
- На здании управления ФСБ по Архангельской области установлена мемориальная доска.
- Судьбе А. Н. Михеева посвящена документальная повесть Семёнова Ю. И. «Комиссар госбезопасности»[6].